# 水口郵便局
水口郵便局（みなくちゆうびんきょく）は、滋賀県甲賀市にある郵便局。民営化前の分類では集配普通郵便局であった。

## 概要
住所：〒528-8799 滋賀県甲賀市水口町水口5999-1

## 沿革
- 1871年4月20日（明治4年3月1日） - 日本の近代郵便制度の創設とともに水口郵便取扱所として開設[1]。
- 1873年（明治6年）5月 - 水口郵便役所となる。
- 1875年（明治8年）1月1日 - 水口郵便局（三等）となる。
- 1876年（明治9年）2月2日 - 為替取扱を開始。
- 1878年（明治11年）9月25日 - 貯金取扱を開始。
- 1889年（明治22年）5月1日 - 水口郵便電信局となる。
- 1903年（明治36年）4月1日 - 通信官署官制の施行に伴い水口郵便局となる。
- 1910年（明治43年）3月28日 - 電話通話事務を開始[2]。
- 1912年（明治45年）2月6日- 電話交換業務を開始[3]。
- 1954年（昭和29年）10月1日 - 電話通話事務を除く電気通信業務の取扱を水口電報電話局に移管[4]。
- 1956年（昭和31年）10月5日 - 和文電報受付事務の取扱を開始。
- 1957年（昭和32年）12月1日 - 特定郵便局から普通郵便局に局種別改定。
- 1963年（昭和38年）11月3日 - 電話通話事務および和文電報受付事務を水口電報電話局に移管。
- 1984年（昭和59年）1月31日 - 近江鉄道本線を経由する鉄道郵便輸送（米原貴生川線）が廃止[5]。専用自動車に転換。
- 1986年（昭和61年）10月20日 - 貴生川郵便局から集配業務を移管。
- 2000年（平成12年）8月14日 - 外国通貨の両替および旅行小切手の売買に関する業務取扱を開始。
- 2007年（平成19年）10月1日 - 民営化に伴い、併設された郵便事業水口支店に一部業務を移管。
- 2012年（平成24年）10月1日 - 日本郵便株式会社発足に伴い、郵便事業水口支店を水口郵便局に統合。

## 取扱内容
- 郵便、印紙、ゆうパック、内容証明
- 貯金、為替、振替、振込、国際送金、国債、投資信託
- 生命保険、バイク自賠責保険
- 地方公共団体事務（甲賀市ごみ処理券の販売）
- ゆうちょ銀行ATM
- 甲賀市水口地区（〒528-00xx地域）内の集配業務
- ゆうゆう窓口

## 周辺
- 旧東海道水口宿
- 水口神社
- 水口城跡
- 甲賀市役所
- 甲賀簡易裁判所
- 滋賀県立水口高等学校
- 甲賀市立水口図書館・水口歴史民俗資料館
- あいこうか市民ホール
- 公立甲賀病院
- 野洲川

## アクセス
- 近江鉄道本線 水口城南駅から南へ200m（徒歩約4分）
- 甲賀市コミュニティバス あいこうか市民ホール停留所下車
- 新名神高速道路 信楽ICから北東へ約10km、甲南ICから北へ約7.5km
- 滋賀県道535号泉水口線沿い
- 駐車場あり：29台